# Municipio de Henderson (Minnesota)
El municipio de Henderson (en inglés: Henderson Township) es un municipio ubicado en el condado de Sibley en el estado estadounidense de Minnesota. En el año 2010 tenía una población de 728 habitantes y una densidad poblacional de 9,35 personas por km².

## Geografía
El municipio de Henderson se encuentra ubicado en las coordenadas 44°29′58″N 93°58′57″O / 44.49944, -93.98250. Según la Oficina del Censo de los Estados Unidos, el municipio tiene una superficie total de 77.86 km², de la cual 77,21 km² corresponden a tierra firme y (0,83 %) 0,64 km² es agua.

## Demografía
Según el censo de 2010, había 728 personas residiendo en el municipio de Henderson. La densidad de población era de 9,35 hab./km². De los 728 habitantes, el municipio de Henderson estaba compuesto por el 97,25 % blancos, el 0,41 % eran asiáticos, el 0,69 % eran de otras razas y el 1,65 % eran de una mezcla de razas. Del total de la población el 4,12 % eran hispanos o latinos de cualquier raza.